# Kakum-Nationalpark

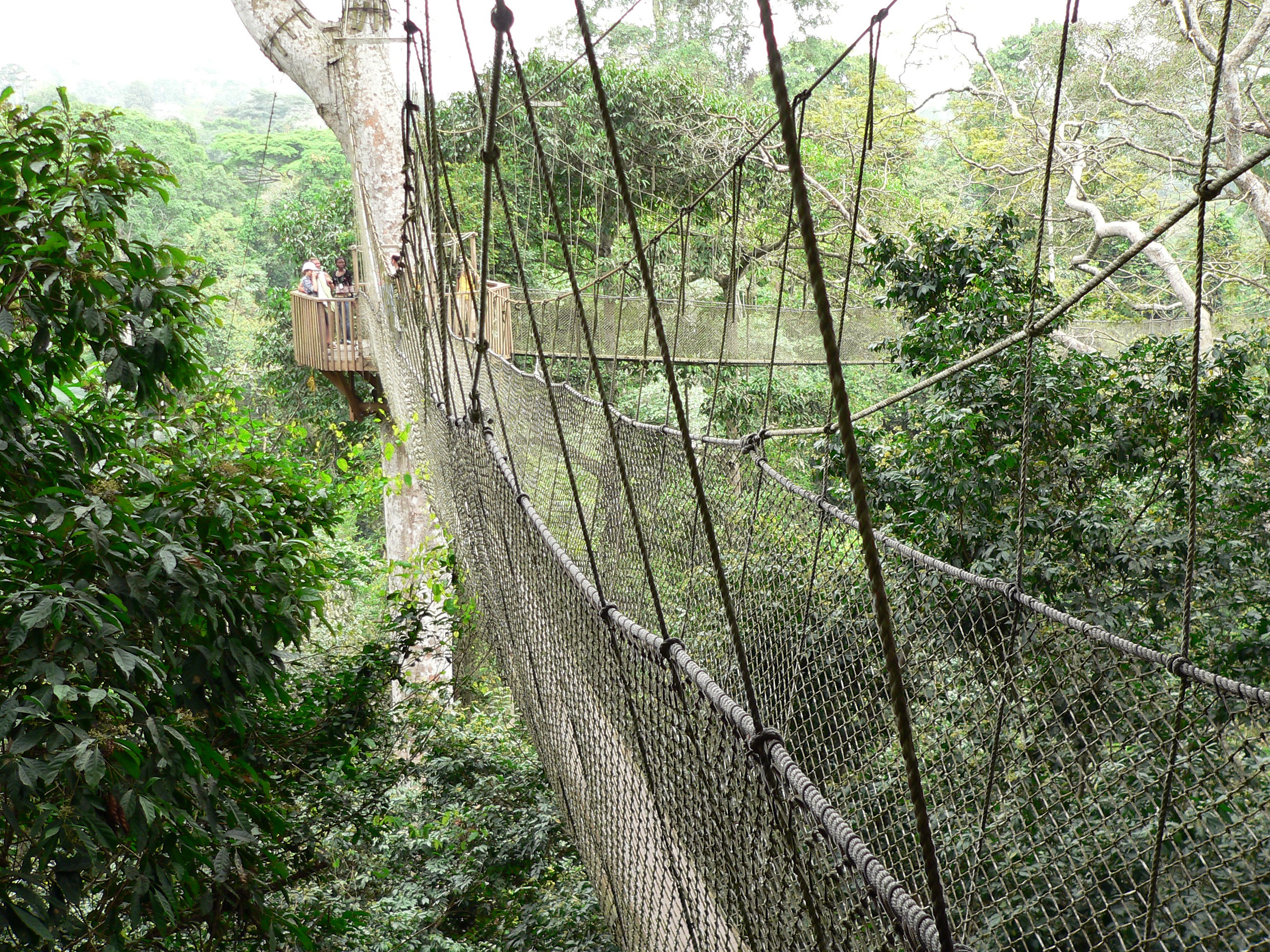
Canopy Walkway

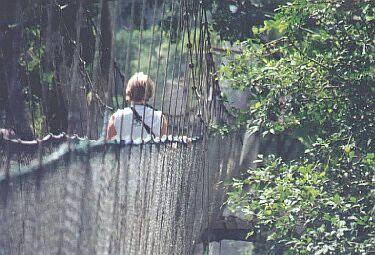
Canopy Walkway

Der Kakum-Nationalpark ist einer der bekanntesten Nationalparks in Ghana in der Zentralen Region Ghana. Gegründet wurde der 350 km² große Park 1990 nördlich von Cape Coast und Elmina in der Nähe des Städtchens Abrafo und damit in einem touristisch gut erschlossenen Gebiet. Die gesamte Fläche erstreckt sich über tropischen Regenwald.
Im Park sind Wildhüter besonders geschult worden, um den Besuchern auf einem Rundgang einige wichtige tropischen Pflanzen und deren medizinische Bedeutung näherzubringen. Neben der Pflanzenwelt, die auch seltene Arten umfasst, bietet der Kakum-Nationalpark einige seltene Tiere. Darunter die Lowe-Meerkatze sowie Waldelefanten, Rotbüffel, Schwarzrückenducker, Zibetkatzen und eine ausgeprägte Vogelwelt.
Noch ist die Beobachtung von Tieren in diesem Wald aufgrund des dichten tropischen Regenwaldes durchaus schwierig. Im Rahmen des touristischen Ausbaus planen Behörden und Parkleitung, in der Zukunft Wasserlöcher oder Lichtungen anzulegen, um eine bessere Beobachtung zu ermöglichen.
Eine Besonderheit weist den Kakum-Nationalpark schon heute aus: Seit einigen Jahren gibt es hier einen in Afrika einzigartigen Baumkronenpfad zwischen Regenwaldriesen. Neben Kakum gibt es nur noch vier weitere Rundgänge dieser Art. Auf dem so genannten Canopy Walkway in bis zu 45 Meter Höhe können die Besucher den Pflanzen und Tieren in einem für Menschen sonst unzugänglichen Lebensraum näherkommen. Der Canopy Walkway besteht aus sieben Brücken und verläuft über eine Länge von 330 Metern.
Die Eintrittspreise des Canopy Walkway betrugen 2018 für Ausländer 60 GHS für Erwachsene, 40 GHS für Studenten und 30 GHS für Kinder (für Ghanaer respektive 25/13/4 GHS).